# Groß Schierstedt
Groß Schierstedt è una frazione della città tedesca di Aschersleben, nella Sassonia-Anhalt.

Conta (2007) 615 abitanti.

## Storia
Groß Schierstedt fu nominata per la prima volta nel 950.

Costituì un comune autonomo fino al 1º gennaio 2009.